# スキクダ県
スキクダ県（アラビア語: ولاية سكيكدة Skikda）は、アルジェリア東部の地中海沿岸部に位置する県（ウィラーヤ）。県都はスキクダである。

## 隣接する県
- アンナバ県
- ゲルマ県
- コンスタンティーヌ県
- ミラ県
- ジジェル県

## 下位行政区画
13の地区（ダイラ）と38の基礎自治体からなる。